# Tour de Nesle
Tour de Nesle (latinsky Tornella Nigellae) byla okrouhlá věž v Paříži pocházející ze 13. století, která byla součástí městského opevnění. Byla zbořena v roce 1665. Nacházela se na levém břehu zhruba v místě dnešní Bibliothèque Mazarine.

## Historie
Věž byla vybudována kolem roku 1200 za vlády Filipa II. Augusta jako nejzápadnější bod městského opevnění na levém břehu Seiny. V roce 1210 je poprvé zmiňována jako tornella Philippi Hamelini supra Sequanam (věžička Philippa Hamelina nad Seinou), pojmenovaná po tehdejším prévôtovi Paříže.
Věž byla mohutná, měla průměr asi 9 až 10 m, výšku asi 25 m a byla doplněna schodišťovou věží, která ji o několik metrů převyšovala. Sloužila jako obranná věž a rozhledna, ale měla také ještě jednu důležitou funkci: zajišťovala silný železný řetěz, který se táhl přes Seinu k protějšímu břehu k věži Tour du coin, pozdější Tour du Louvre, který chránil město před útočníky na lodích. Obdobná překážka byla ve východní části města jižně od pozdější Bastilly. Kolem roku 1330 se věž zmiňuje pod svým novým jménem. Získala ho podle paláce, který si v sousedství postavil šlechtic de Nesle. Obě stavby byly spojeny zdí.
V roce 1308 koupil francouzský král Filip IV. Sličný Hôtel de Nesle od Amauryho de Nesle. Jeho syn Filip V. roce 1319 věnoval palác své manželce Johaně Burgundské. Ta ho ve své závěti z roku 1325 přikázala prodat a peníze věnovat Burgundské koleji, která byla součástí Pařížské univerzity.
V 16. století byla v blízkosti věže postavena městská brána zvaná Porte de Nesle, od které vedl most přes vodní příkop. Již za Karla VII. byla věž v havarijním stavu a kvůli rozšiřování města již nebyla součástí opevnění a střílny byly rozšířeny na běžná okna. Stavba byla pronajímána k různým soukromým účelům.
V roce 1662 byla na příkaz kardinála Mazarina zahájena výstavba Collège des Quatre-Nations (dnešní sídlo Francouzského institutu), který mj. obsahuje i Bibliothèque Mazarine a věž byla v roce 1665 zbořena, aby uvolnila místo.

## Věž v kultuře
S věží je spojena legenda ze 14. století o tom, že královna Johana Burgundská zde měla milence, kteří byli vražděni a jejich těla shazována v pytlích do Seiny. Tuto fámu zpracoval Alexandre Dumas ve své divadelní hře Věž nesleská (La Tour de Nesle) v roce 1832 a rovněž romanopisci Michel Zévaco (1913) – Buridan, le héros de la Tour de Nesle a Maurice Druon (1955) – Le Roi de fer. Dumasova hra byla opakovaně zfilmována – 1909, 1937, 1955 a 1968 a Zévacův román v roce 1952.